# Ropica loochooana
Ropica loochooana är en skalbaggsart som först beskrevs av Masaki Matsushita 1933.  Ropica loochooana ingår i släktet Ropica och familjen långhorningar. Utöver nominatformen finns också underarten R. l. hayashii.